# قرار مجلس الأمن التابع للأمم المتحدة رقم 248

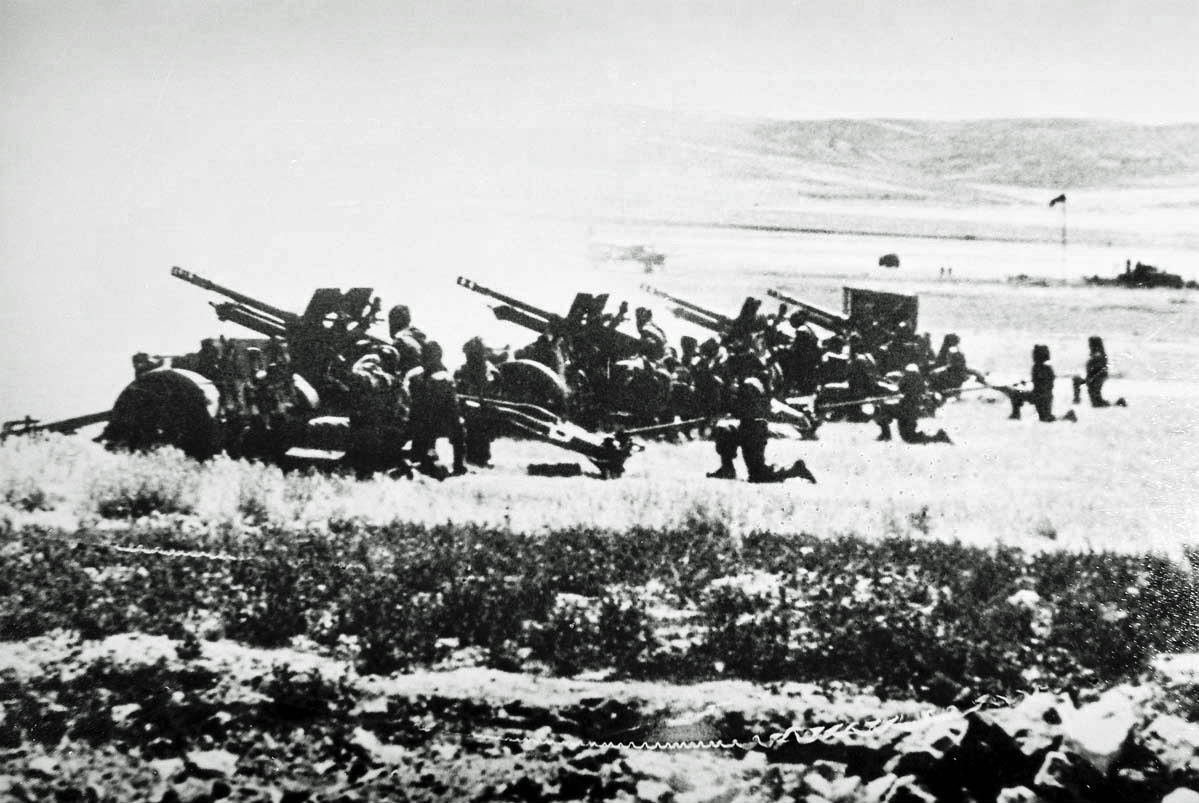
معركة الكرامة

قرار مجلس الأمن الدولي رقم 248 الصادر في عام 1968 بتاريخ 24 مارس والذي يدين فيه الهجوم العسكري الإسرائيلي الواسع النطاق والمتعمد ضد الأردن والذي نتج عنه معركة الكرامة.
اعتمد القرار بعد تلقي رسائل من الأردن وإسرائيل بالإضافة إلى معلومات تكميلية من رئيس أركان هيئة الأمم المتحدة لمراقبة الهدنة، أكد المجلس من جديد قراراته السابقة وأدان العمل العسكري (الذي سمي لاحقا معركة الكرامة ) الذي شنته إسرائيل في انتهاك صارخ لميثاق الأمم المتحدة. واستنكر المجلس جميع حوادث العنف التي تنتهك وقف إطلاق النار ودعا إسرائيل إلى الكف عن الأعمال والأنشطة التي تنتهك القرار 237.[بحاجة لمصدر]

## انظر ايضا
- معركة الكرامة
- الصراع العربي الإسرائيلي
- قائمة قرارات مجلس الأمن التابع للأمم المتحدة من 201 إلى 300 (1965–1971)